# Casa de Serra
La Casa de Serra és un edifici del municipi de Llimiana (Pallars Jussà) inclòs a l'Inventari del Patrimoni Arquitectònic Català .

## Descripció
Edifici pairal entre mitgeres, amb celler i tres plantes d'alçada, fent porxo a la cara de la pl. Major. Malgrat les reformes i arrebossats de la façana principal, destaca la llinda de la porta, amb escut de la casa noble dels Serra. La coberta, de teula àrab, és de dues vessants amb carener paral·lel a les dues façanes.

## Història
1677 és la data de la llinda de la porta.